# خلشا تشهارده (آستانة أشرفية)
خلشا تشهارده (بالفارسية: خلشا چهارده) هي قرية تقع في إيران في قسم تشهارده الريفي. يقدر عدد سكانها بـ 331 نسمة .